# Ichnotropis grandiceps
Ichnotropis grandiceps — вид ящірок родини ящіркових (Lacertidae). Мешкає в Південній Африці.

## Поширення і екологія
Ichnotropis grandiceps мешкають на північному сході Намібії та в сусідніх районах Ботсвани. Вони живуть в рідколіссях і саванах, що ростуть на піщаних ґрунтах. Зустрічаються на висоті від 1000 до 1300 м над рівнем моря.